# Донаборув
Донаборув (пол. Donaborów, нім. Donaborow, 1943-45: Ambach) — село в Польщі, у гміні Баранув Кемпінського повіту Великопольського воєводства.
Населення — 484 особи (2011).

## Демографія
Демографічна структура станом на 31 березня 2011 року:
|          | Загалом | Допрацездатний вік | Працездатний вік | Постпрацездатний вік |
| -------- | ------- | ------------------ | ---------------- | -------------------- |
| Чоловіки | 248     | 60                 | 167              | 21                   |
| Жінки    | 236     | 57                 | 122              | 57                   |
| Разом    | 484     | 117                | 289              | 78                   |